# Peucetia procera
Peucetia procera är en spindelart som beskrevs av Tamerlan Thorell 1887. Peucetia procera ingår i släktet Peucetia och familjen lospindlar.
Artens utbredningsområde är Myanmar. Inga underarter finns listade i Catalogue of Life.